# Харлех
Ха̀рлех (на уелски: Harlech) е малък град в Северозападен Уелс, графство Гуинед. Разположен е на залива Тремадог Бей, който е част от залива Кардиган Бей на около 100 km югозападно от английския град Ливърпул. На около 30 km на север от Харлех е главният административен център на графството Карнарвън. Има жп гара и малко пристанище. Морски курорт. Архитектурна забележителност на града е замъка Харлех Касъл, построен през 13 век. Има колеж от 1927 г. Населението му е 1264 жители според данни от преброяването през 2001 г.